# Siphocampylus sparsipilus
Siphocampylus sparsipilus är en klockväxtart som beskrevs av Franz Elfried Wimmer. Siphocampylus sparsipilus ingår i släktet Siphocampylus och familjen klockväxter.
Artens utbredningsområde är Bolivia. Inga underarter finns listade i Catalogue of Life.